# Glorieta de la transexual Sonia
La Glorieta de la transexual Sonia (en catalán, Glorieta de la Transsexual Sònia) es un espacio público ubicado en el Parque de la Ciudadela de Barcelona. Llamada Glorieta de los músicos (Glorieta dels Músics) o Plaza de los músicos, fue nombrada en 2013 en recuerdo de Sonia Rescalvo Zafra, una mujer trans asesinada por un grupo de skinheads neonazis en 1991.
El lugar es un punto de encuentro anual de homenajes y la defensa del colectivo LGTBIQ+.

## Descripción
La glorieta de música se sitúa frente a la Cascada Monumental. El principal elemento es un quiosco donde se emplazaba antiguamente la banda de música municipal, obra de Antoni Maria Gallissà construida en 1884. Elaborado en piedra, hierro y madera, tiene una base circular con un banco convexo de trencadís dividido en siete secciones separadas por pilastras coronadas con esferas, mientras que una octava parte de la base tiene unas escaleras; sobre esta base se sitúa la plataforma para la banda de música, cercada con una barandilla de hierro forjado, y de aquí se elevan ocho pilares que sostienen una cubierta octogonal con una estructura de jácenas y cartelas, rematada por un cupulín también octogonal.

## Asesinato de Sonia
Sonia Rescalvo fue asesinada la noche del 6 de octubre de 1991 en el templete de música del Parque de la Ciudadela, lugar habitual de reunión de gais y personas trans.

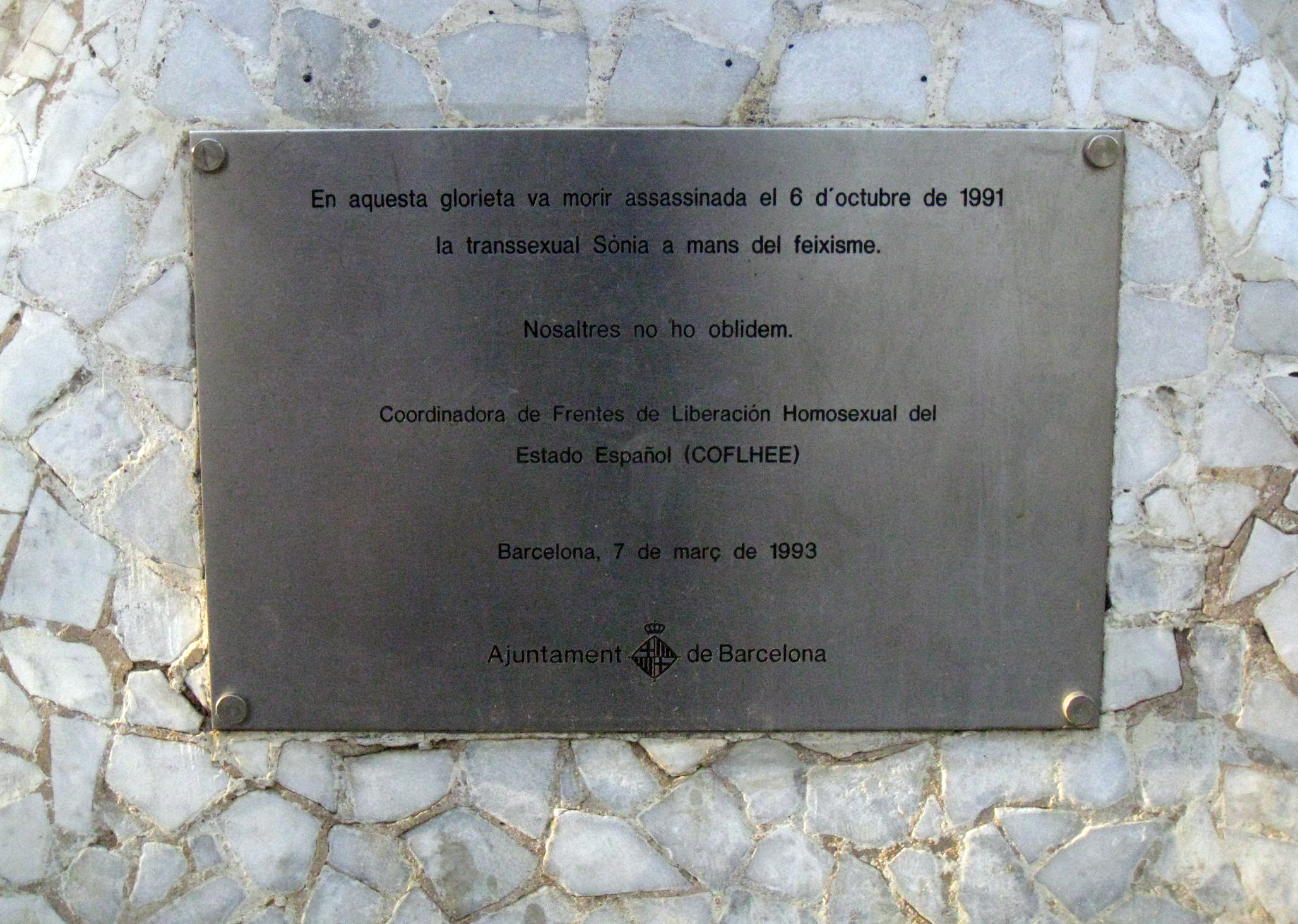
Placa en memoria de Sonia, asesinada por el fascismo, colocada en 1993.

En 1993, la Coordinadora de Frentes de Liberación Homosexual del Estado Español colocó en el lugar una placa conmemorativa. En 2011 se colocó en la glorieta el Monumento en memoria de los gais, lesbianas y personas transexuales represaliadas, precisamente por haber sido el lugar del asesinato de Sonia. En 2013 el espacio fue renombrado la glorieta como «Glorieta de la Transsexual Sònia», colocándose un nuevo cartel más visible:

A Sonia Rescalvo Zafra, que va morir brutalment assassinada el 6 d'octubre de 1991 en aquesta glorieta per un grup de neonazis a causa de la seva identitat de gènere.
La ciutat de Barcelona condemna aquest crim i rebutja qualsevol actitud o acció que vulneri els drets recollits a la Declaració Universal dels Drets Humans.
A Sonia Rescalvo Zafra, que falleció brutalmente asesinada el 6 de octubre de 1991 en esta glorieta por un grupo de neonazis por su identidad de género.
La ciudad de Barcelona condena este crimen y rechaza cualquier actitud o acción que vulnere los derechos recogidos en la Declaración Universal de los Derechos Humanos.